# Струве Герман Оттович
Струве Герман Оттович (3 жовтня 1854 — 12 серпня 1920) — російський та німецький астроном.
Народився в Пулкові. Син О. В. Струве. До 1895 р. працював у Пулковській обсерваторії, потім обійняв посаду директора обсерваторії і професора Кенігсберзького університету; 1904 р. очолив Берлінську обсерваторію, яку під його керівництвом було переведено до Бабельсбергу. Основні наукові роботи стосуються спостережної астрономії і небесної механіки. Спостерігав подвійні зірки на 15-дюймовому рефракторі. Був першим спостерігачем на найбільшому тоді у світі 30-дюймовому рефракторі Пулківської обсерваторії, який став до ладу 1885 р.; дослідив інструмент і зробив значну кількість вимірювань подвійних зірок.
Особливу цінність становлять виконані Струве дослідження супутників Марса і Сатурна. На підставі власних спостережень він побудував теорію руху супутників Сатурна. Відкрив лібрацію в русі сьомого супутника цієї планети — Гіперіона і пояснив її впливом на Гіперіон шостого супутника — Титана, найбільшого в системі Сатурна (1888). Відкрив також лібрацію двох найближчих до Сатурна супутників — Мімаса і Енцелада (1892). Спостереження супутника Марса Фобоса, які Струве здійснив у Пулковській обсерваторії, були згодом використані Б. П. Шарплессом при вивченні вікового прискорення в русі цього супутника.